# 梅曽大塚古墳
梅曽大塚古墳（うめぞおおつかこふん）は、栃木県那須郡那珂川町小川にあった古墳。形状は前方後円墳。現在では墳丘は失われている。

## 概要
栃木県北東部、那珂川支流の箒川と箒川支流のなめり川の合流点付近の右岸段丘上に築造された古墳である。1964年（昭和39年）に小川町古代文化研究会による発掘調査が実施され、1969年（昭和44年）の水田化によって失われている。
墳形は前方後円形で、前方部を南西方向に向けた。墳丘長は50メートル（または37メートル）を測った。埋葬施設は、後円部・前方部における横穴式石室各1基である。前方部石室のみ記録が残されており、奥壁は1枚石で側壁には川原石を積んだ構造であったことが知られる。一帯では那須郡衙の那須官衙跡や古代寺院の浄法寺廃寺跡が所在し、律令期への連続性を示唆する点で重要視される古墳である。

## 関連施設
- 那珂川町なす風土記の丘資料館（那珂川町小川） - 敷地内に梅曽大塚古墳の石室天井石を展示。

## 関連文献
（記事執筆に使用していない関連文献）
- 『小川町の遺跡』小川町教育委員会、1991年。